# Histoire du Minnesota
L'histoire du Minnesota est tributaire des colons venus du Canada, qui ont contribué très tôt à son développement, comme le découvreur Louis Hennepin et le trappeur Paul Parrant.

## Les débuts, avec Louis Hennepin
. 

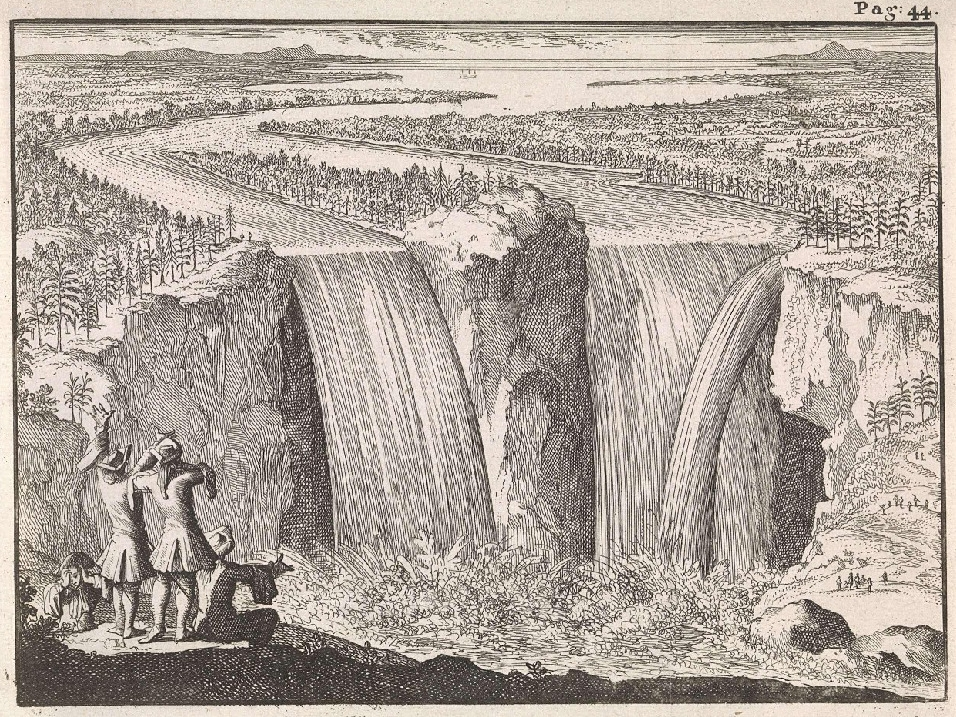
Le père Hennepin devant les chutes du Niagara - Gravure extraite de Nouvelle découverte d'un très grand pays situé dans l'Amérique entre le Nouveau-Mexique et la mer glaciale

En 1679, le Français Cavelier de la Salle explore le Mississippi et arrive dans l'actuel état du Dakota du Nord et surnomme la région « L'étoile du Nord » qui deviendra par la suite la devise de l'état du Minnesota, voisin des Grandes Plaines du Dakota. Le Minnesota n'existe alors pas encore sur les cartes.
La mainmise de la France sur ce territoire commença dès 1680 après l'expédition de Louis Hennepin. D’après le récit de ce prêtre franciscain de la congrégation des Récollets), missionnaire et explorateur, il descend avec ses deux compagnons, Michel Accault et Antoine Auguel dit Le Picard Du Guay, la rivière Illinois jusqu’au Mississippi. Ils remontent alors le Mississippi jusqu’à l’emplacement de l’actuelle ville de Minneapolis où la chute d’eau est baptisée « Saut Saint Antoine ». Le 11 avril 1680, ils sont faits prisonniers des Sioux près de l’embouchure de l’Illinois. En juillet, Daniel Greysolon Duluth négocie leur libération.
À la suite du traité de Paris découlant de la guerre de Sept Ans en 1763, la zone du Minnesota actuel, à l'ouest du Mississippi et au sud de la baie d'Hudson, fut cédée à l'Espagne.  La partie de la ville actuelle de Minneapolis située à l'est du Mississippi fut transférée à l'Angleterre également à l'issue du traité de Paris de 1763. 
Deux décennies plus tard, cette portion de terre, qui abrite une partie du Minnesota, mais aussi de Minneapolis, fut remise aux États-Unis après l'indépendance du pays. Faisant partie de la Nouvelle-France, le territoire ouest de Minneapolis revint brièvement sous contrôle français en 1803 avant d'être intégré définitivement dans les États-Unis à la suite de la vente de la Louisiane.

## Le Fort Snellig, voulu par Zebulon Pike

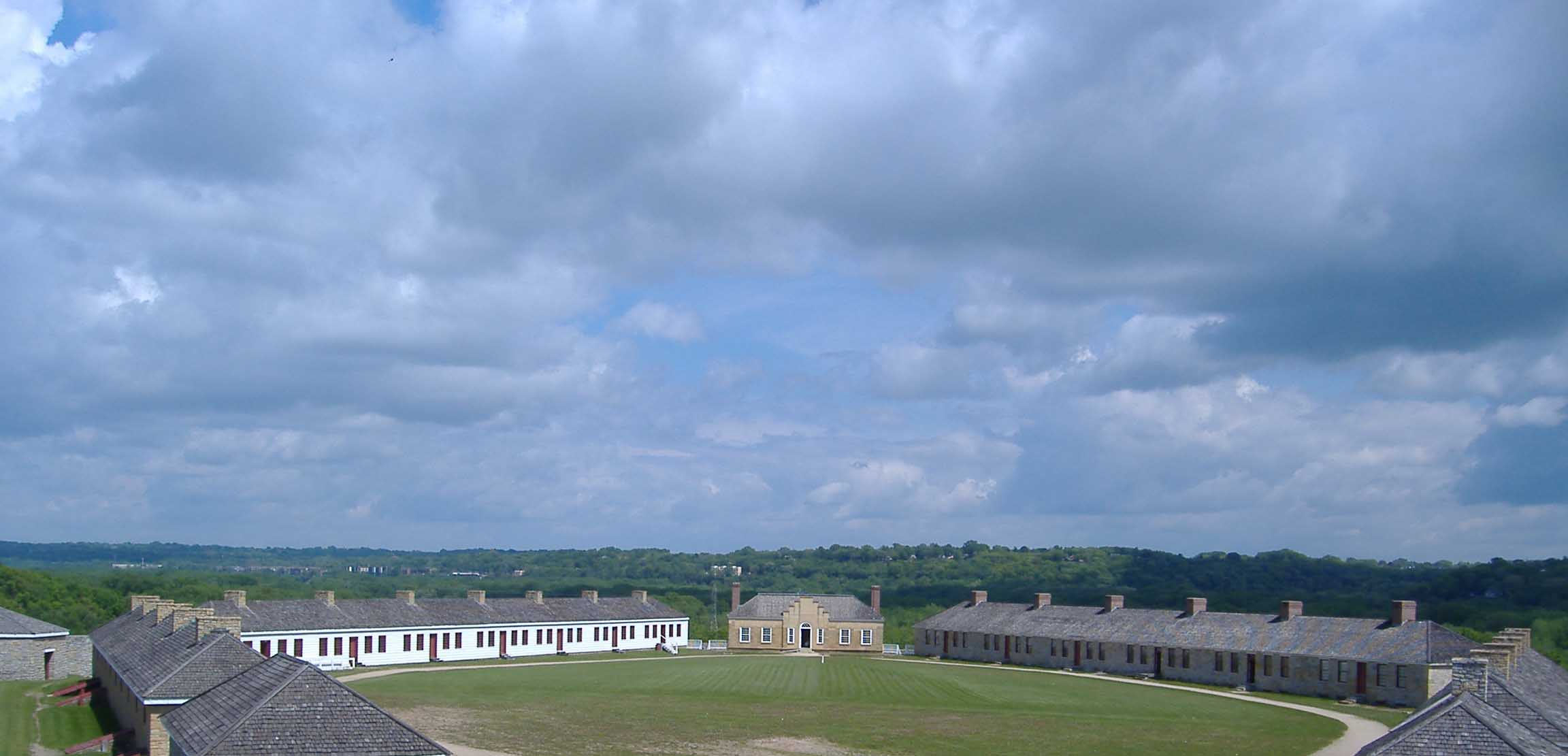
Le Fort Snelling, en service de 1825 à 1946.

En 1805, le général James Wilkinson, gouverneur du territoire de Haute-Louisiane, ordonne au lieutenant Zebulon Pike de trouver la source du Mississippi, dans le sillage de l'expédition Lewis et Clark, qui avait suivi la Missouri vers le nord-ouest depuis Saint Louis. Zebulon Pike achète 400 km2 de terres sur le lieu du futur Fort Snelling, au confluent du Minnesota et du Mississippi dans le comté de Hennepin. Mais il faudra attendre une décennie avant la première implantation significative dans cette région. Le Fort Snelling, construit entre 1820 et 1825, est tout d'abord nommé Fort St. Anthony. Le terrain qu'occupait le fort correspond aujourd'hui à la totalité de Minneapolis et à la moitié de Saint Paul. 
Le colonel Josiah Snelling donnera son nom au fort, après l'avoir quitté en septembre 1827 lorsqu'il fut rappelé à Washington pour raisons de santé. fort permettait la surveillance du confluent du Mississippi et du Minnesota. Le périmètre de sécurité sous son contrôle était interdit à toute implantation civile.

## Pierre Parrant et la ville nouvelle de Saint-Paul

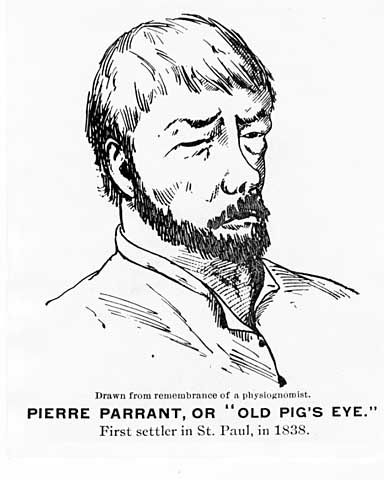
Pierre "Œil de Cochon" Parrant, premier colon de la ville de Saint Paul

À ses débuts, beaucoup de nouveaux colons étaient des Canadiens, parmi lesquels Pierre Parrant, un trappeur et commerçant en fourrures né à Sault Ste. Marie en 1777. Lorsque le commerce d'alcool fleurit, les officiers militaires américains leur interdirent de vivre trop près de Fort Snelling. Pierre Parrant acheta une caverne et implanta une taverne qui fut la fondation de la ville de Saint Paul (Minnesota). Dès 1840, la communauté canadienne en fait un centre de commerce et une destination des colons qui émigrant vers l'ouest. En 1841, le père Lucien Galtier fut envoyé comme chef spirituel des canadiens catholiques et construisit une "chapelle Saint-Paul", son saint favori, au-dessus du plateau Lambert. L'établissement prit ainsi le nom de Saint-Paul et la chapelle devint la Cathedral of St Paul. Ce n'est qu'en 1850 que le tout premier non-militaire fut autorisé à s'installer plus près du fort. Il s'agissait de John H. Stevens qui avait obtenu ce droit en échange de son offre d'un service de bac à travers les fleuves pour relier à Saint Anthony. Symboliquement, il est considéré comme le premier résident du territoire occupé aujourd'hui par Minneapolis. En 1852, le président Millard Fillmore approuva un acte du Congrès accordant une réduction de la surface sous protection de Fort Snelling, ouvrant alors la partie à l'ouest du fleuve aux implantations civiles. La même année, fut créé le comté de Hennepin nommé en l'honneur du père Louis Hennepin qui l'a découvert.

## La création du Territoire du Minnesota en 1849 et de l'État en 1857

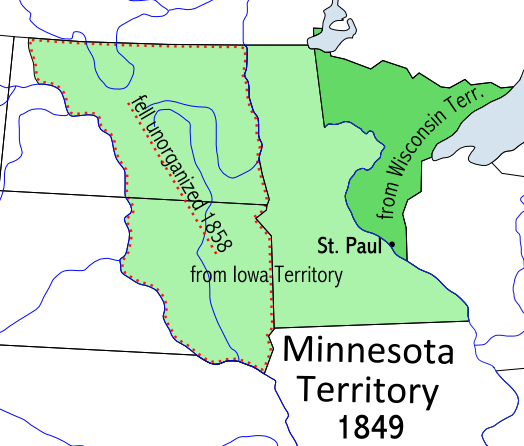
Le Territoire du Minnesota 1849–1858

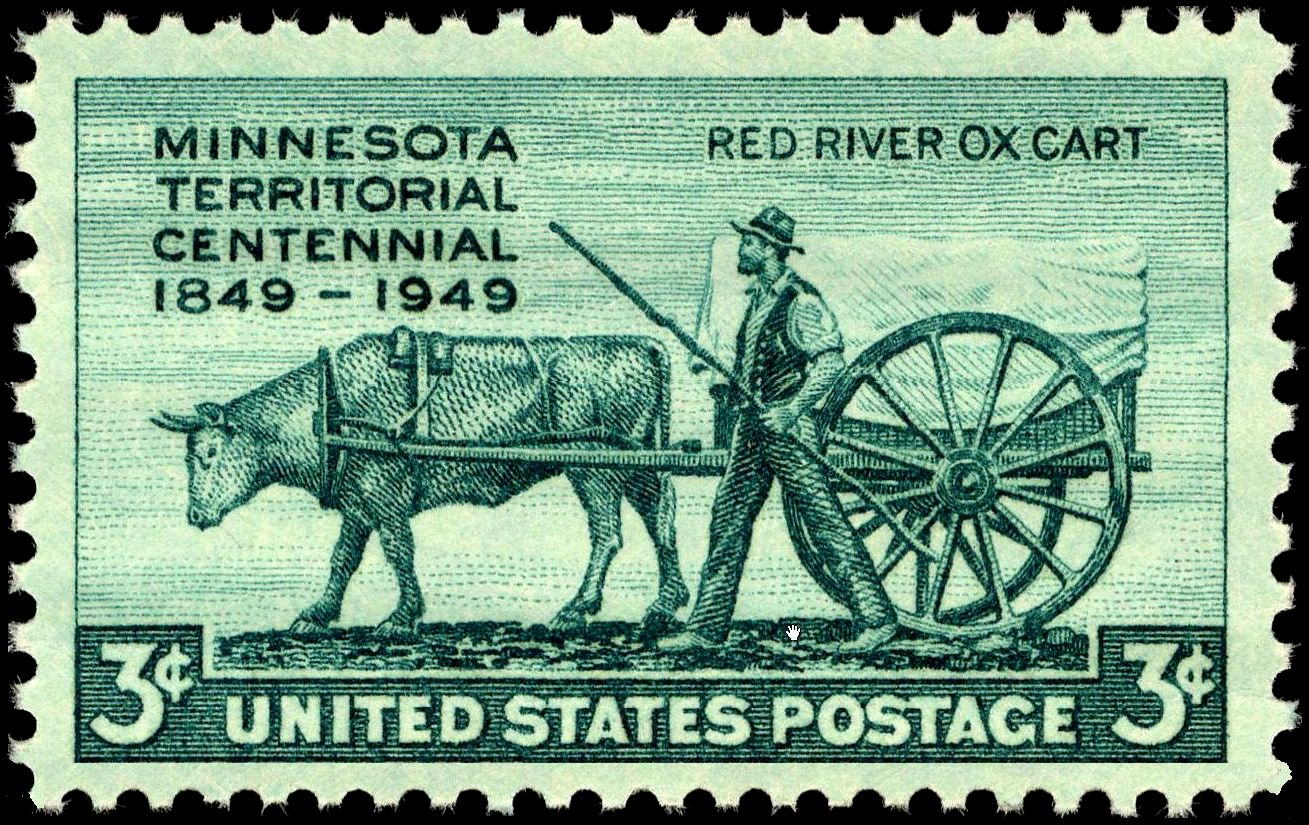
Timbre-poste commémorant la création.

Le territoire du Minnesota fut établi en 1849 et Saint-Paul devint sa capitale, deux ans avant le traité de la Traverse des Sioux. Signé en 1851 entre la Nation amérindienne des Sioux et les États-Unis, le texte dépossédait les tribus amérindiennes de nouveaux territoires au profit des colons américains, permettant l'immigration et la création dans la foulée du nouveau territoire. Il ne compte alors que trois villes : Saint Paul, St. Anthony (maintenant partie de Minneapolis) et Stillwater. Les principales institutions du territoire étaient divisées entre les trois: capitole pour Saint Paul ; université du Minnesota pour Minneapolis et prison territoriale pour Stillwater.
En 1857, on vota pour déplacer la capitale à Saint-Pierre. Cependant, Joe Rolette, un administrateur, cacha le texte de la requête, et le 11 mai 1858, l'État du Minnesota devint le trente-deuxième état des États-Unis, avec Saint-Paul comme capitale. Lors de l'élection présidentielle de 1856, il fait partie des trois nouveaux états, avec l'Iowa et le Wisconsin, dont la population, agricole et industrielle, vote avec la Nouvelle-Angleterre pour le candidat républicain Fremont, contre le sud esclavagiste.

## Guerre de sécession
Lors de la guerre de Sécession (1861-1865), le Minnesota fait partie de l’Union (nordistes).

## Les grandes églises du Minnesota
La paroisse St Louis est fondée en 1868 par un architecte français, très en vue à cette époque, Emmanuel Louis Masqueray.  Bien que son église soit plus petite que la cathédrale St Paul ou la basilique St Mary, situées à Minneapolis et réalisées elles aussi par le même architecte, Masqueray avait une préférence pour cet édifice, qu'il surnommait sa « petite perle ».

## Irma Levasseur, figure de l'immigration canadienne à Saint-Paul
La présence historique des Canadiens et des Français se retrouve dans la devise de l'État en français dans le texte : « L'étoile du Nord,, ».
Irma Levasseur, première femme médecin, y fut formée avant de retourner pratiquer au Québec et en Europe. Elle fait ses études de médecine à l'Université Saint-Paul du Minnesota car les universités québécoises refusent systématiquement les femmes dans leurs salles de cours, ce qui permet, de 1900 à 1903, de pratiquer la médecine aux États-Unis avant de pouvoir le faire dans son pays au Canada. Ainsi, en 1907, avec l'aide de Justine Lacoste-Beaubien, et de médecins qu'elle a recrutés (dont Séverin Lachapelle), Irma Levasseur fonde l'hôpital Sainte-Justine de Montréal dans un bâtiment résidentiel de la rue Saint-Denis.

## L'ère du blé d'hiver, de la grande minoterie et du marché à terme

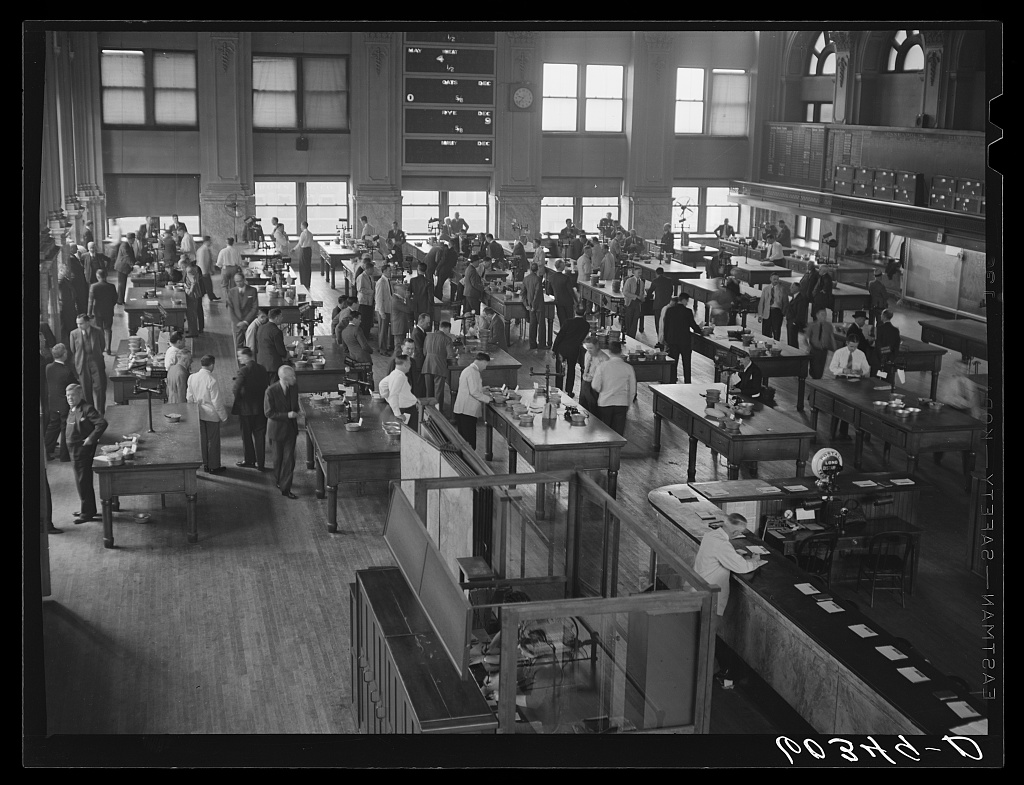
Le marché à terme de Minneapolis en 1939

Les immigrants scandinaves, russes et ukrainiens du pourtour des Grands Lacs tentent d'y faire pousser des « blés durs », d'hiver et de printemps, venus d'Ukraine et de Russie, plus résistants aux rudes hivers. 
En 1866, Cadwallader Washburn créé à Minneapolis, sur les rives du Mississippi, un moulin qui deviendra la multinationale General Mills et en 1869, Charles Pillsbury prend des parts dans un autre moulin de Minneapolis, apposant quatre « X » sur ses sacs de farine, pour souligner leur qualité. Cadwallader Washburn envoie William Hood Dunwoody ouvrir le marché du blé de printemps en Angleterre, en 1877, mais une violente explosion détruit son moulin l'année suivante. Il remplace alors les meules traditionnelles en pierre par des rouleaux métalliques automatiques, produisant une farine plus nourrissante. Minneapolis devient la « capitale des minoteries » et dépasse sa rivale Saint-Louis (Missouri) en tonnage de farine vendue dès 1881, l'année qui voit la création du Minneapolis Grain Exchange par 21 professionnels des céréales. Deux ans plus tard fut lancé le premier contrat à terme sur le blé dur rouge de printemps, cultivé en particulier dans la province du Saskatchewa, canadienne. En 1900, Minneapolis devient la capitale mondiale du blé. Le Minneapolis Grain Exchange sera le premier marché à terme au monde à proposer un système de compensation, permettant d'augmenter les volumes échangés, à bien moindre coût et avec une plus grande sécurité de transaction. Grâce aux géants du rail basés sur les ports du lac Michigan, qui desservent le Minnesota, le Wisconsin et le pourtour des Grands Lacs, la production de blé à l'ouest du Mississippi assure 65 % de l'offre américaine dès 1899 et 90 % dès 1909.

## Les grandes lois agricoles de 1885
Le Minnesota vote à partir de 1885 une série de lois qui régulent le commerce du grain, de manière à garantir des standards de qualité pour l'entreposage et le transport ferroviaire. Des « inspecteurs d'État » sont chargés d'en faire la surveillance, ce qui permet de définir des "grades" pour les blés qui transitent par l'État, ou bien y sont produits. Ces grades sont connus dans tout le pays mais aussi sur les marchés internationaux et assurent le succès du Minneapolis Grain Exchange, bientôt obligé de faire construire un nouveau bâtiment pour s'agrandir, entre 1900 et 1902. Une commission indépendante est chargée d'étudier l'impact et l'application de ces lois. Dans un rapport de 1888, elle estime que "les lois sur les céréales ont révolutionné l'activité dans les céréales dans le nord-ouest" des États-Unis.

## La famine et les émeutes lors de la « Grande Dépression» des années 1930
En 1931, le chômage et la misère provoqués par la Grande Dépression entraînent des émeutes de la faim dans la ville de Minneapolis. Comble de l'adversité, l'ouest du Minnesota, et le Dakota voisin, sont affectés par de sévères sècheresses entre 1931 et 1935. Les programmes de relance et d'assistance du New Deal se soucient alors de la misère des tribus amérindiennes en créant l'"Indian Reorganization Act" de 1934, leur donnant de l'autonomie pour s'organiser face à la crise. Pour réhabiliter Minneapolis, où le crime organisé s'est développé au même moment, un vaste plan de renouvellement urbain prévoit la destruction d'environ 200 bâtiments insalubres, bien que certains aient parfois la chance d'avoir une architecture recherchée. C'est ainsi près de 40 % de la ville qui disparaît dans cette vaste opération. L'un des plus regrettés d'entre eux fut le Metropolitan Building, plus connu sous le nom de « the Met » , détruit malgré de nombreux soutiens réclamant sa conservation. L'épisode génère une relative prise de conscience des habitants Minneapolis et de leurs dirigeants concernant la préservation du patrimoine de la ville.

## L'American Indian Movementà Minneapolis
En 1952, de l'autre côté de la frontière, la citoyenneté canadienne est accordée aux Premières Nations indiennes. Puis, en 1968, nait le mouvement amérindien (American Indian Movement) à Minneapolis. Dans les années 1960, sous l'influence du Red Power, la région de Minneapolis a redécouvert l'héritage et la civilisation des Premières Nations et s'y est fortement intéressée.